# 约翰·希尔顿
约翰·希尔顿（英語：John Hilton，1947年6月25日—）英国男子乒乓球运动员。他曾代表英格兰获得1978年欧洲乒乓球锦标赛男子团体银牌和1980年男子单打金牌。